# 马红孺
马红孺（1960年4月23日—），宁夏同心人，理论物理学专家，上海交通大学教授，研究方向为计算凝聚态物理、软物质理论、变换光学和特异材料。中华人民共和国教育部第二批“长江学者”特聘教授。主持多个重点学术项目、发表论文百余篇。1988年2月获南京大学物理系博士学位。1989年7月至1991年7月在美国特拉华大学从事博士后研究。1994年11月至1996年12月在香港科技大学物理系作访问学者。